# Aeropuerto Internacional de Erbil
El Aeropuerto Internacional de Erbil (en kurdo:فڕۆکەخانەی نێودەوڵەتی هەولێر) (IATA: EBL, OACI: ORER) es un aeropuerto que se encuentra ubicado a 9 km km al noroeste del centro de la gran ciudad de Erbil (de 1.2 millones de habitantes) y a 4 km al oeste de Ankawa, en la región septentrional de Kurdistán (en Irak).
El aeropuerto cuenta con instalaciones tanto para el movimiento de pasajeros como de cargas, y opera vuelos diarios. El Aeropuerto Internacional de Erbil tiene una única terminal para arribos y partidas. También es el centro de conexión de Kurdistan Airlines, una nueva aerolínea kurda, que ha sido establecida en Kurdistán. También es la base del operador kurdo Sawan Airlines, el cual conecta Erbil con Europa.

## Aerolíneas y destinos
Las siguientes aerolíneas operan vuelos regulares en el Aeropuerto de Erbil:
| Aerolíneas           | Destinos |
| -------------------- | --- |
| Air Arabia           | Abu Dabi, Sharjah |
| AnadoluJet           | Adana, Diyarbakir, Gaziantep, Estambul–Sabiha Gökçen |
| Austrian Airlines    | Viena |
| Cham Wings Airlines  | Damasco |
| Egyptair             | El Cairo |
| Emirates             | Dubái–Internacional |
| Eurowings            | Berlín, Düsseldorf, Hamburgo, Stuttgart |
| Fly Baghdad          | Alepo, Ankara, Bagdad, Damasco, Estambul, Medina |
| flydubai             | Dubái–Internacional |
| FlyErbil             | Ámsterdam, Beirut, Berlín, Colonia/Bonn, Copenhague, Damasco, Dubái–Internacional, Düsseldorf, Fráncfort, Hannover, Estambul, Múnich, Praga, Ereván            |
| Iraqi Airways        | Amán–Reina Alia, Ankara, Bagdad, Bakú, Basora, Berlín, El Cairo, Copenhague, Dubái–Internacional, Düsseldorf, Fráncfort, Estambul, Múnich, Nayaf, Sulaymaniyah |
| Mahan Air            | Teherán–Imán Khomeini |
| Middle East Airlines | Beirut |
| Pegasus Airlines     | Ankara, Antalya, Gaziantep, Estambul–Sabiha Gökçen |
| Qatar Airways        | Doha |
| Royal Jordanian      | Amán–Queen Alia |
| SunExpress           | Estacional: Antalya |
| Turkish Airlines     | Estambul |
| Wizz Air             | Abu Dabi |